# Elzevir

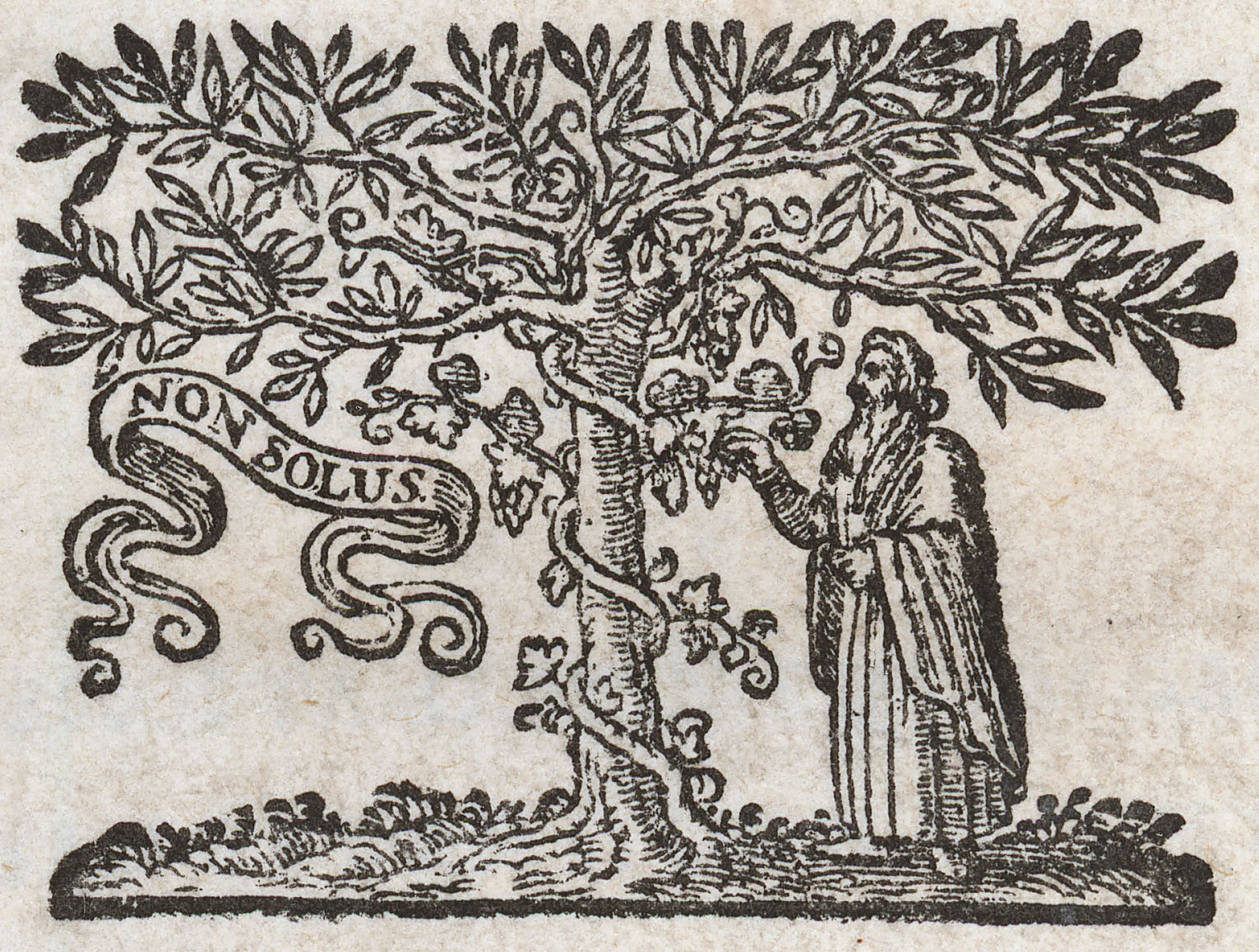
Marca de impresor de Elzevir de 1653

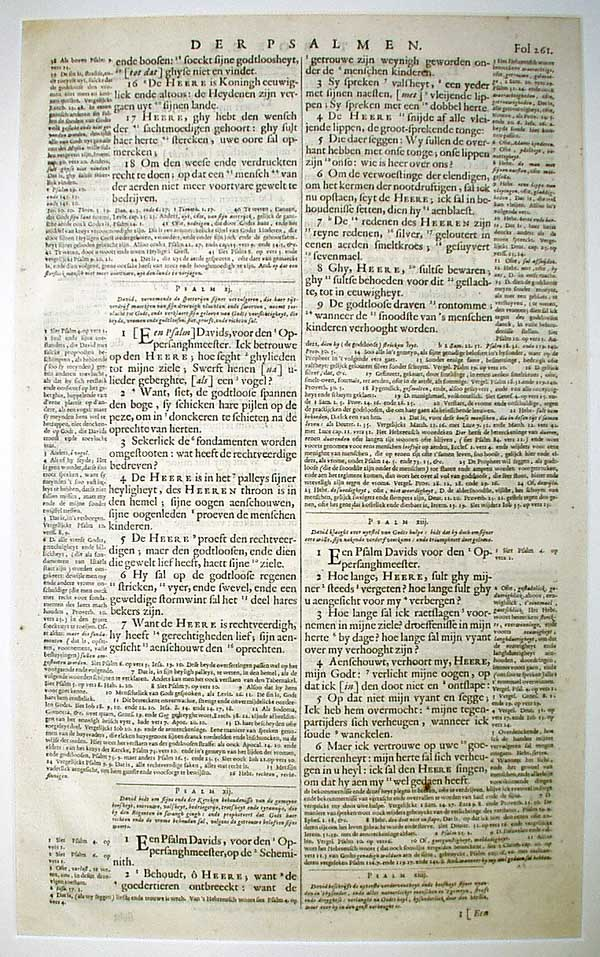
Biblia publicada por Elzevir en 1663.

Los Elzevir o Elzeviro son una familia neerlandesa de libreros, editores e impresores que publicó durante 132 años y gozó de gran prestigio durante el siglo XVII d. C.. Sus libros fueron famosos por su pequeño formato, su precio económico y su objetivo de entretener. Fueron en la época la génesis de lo que hoy conocemos por libro de bolsillo.

## Historia
Fue fundada por Luis (Lodewijk) Elzevir, natural de Lovaina, hijo de un maquinista de Plantino, que fue otra imprenta de la época que gozaba de gran esplendor debido a la exclusiva con la Iglesia para imprimir textos religiosos, y en ella trabajó Luis durante su juventud.
Por motivos religiosos emigró al Norte de Holanda, a Leyden, donde fue librero, editor y bedel de la Universidad, que fue fundada en 1575 por el Príncipe de Orange y que tuvo un rápido crecimiento y una gran influencia. Tuvo 9 hijos y, a su muerte en 1617 estos continuaron con el negocio editorial, abriendo librerías en La Haya, Utrech y Ámsterdam. Durante el S. XVII d. C. el taller entró en decadencia, liquidando en 1712.
Fueron más comerciantes que editores, ya que no se preocuparon tanto de las calidades del texto ni de corregir pruebas, como del negocio de la venta, del cual tenían gran conocimiento, influidos por los primeros años de trabajo de Luis Elzevir en la imprenta Plantino. También se vieron beneficiados por las circunstancias de la época en Holanda, donde existía una mayor libertad de prensa con respecto a los demás países de Europa y donde el libro estaba experimentando un auge como bien de consumo.

## Logros
En 1620 obtuvieron el título de impresores de la Universidad, estando entre 1622 y 1652 en su mejor momento. La calidad y el número de impresiones fue lo que les hizo destacar durante toda su existencia. 
Publicaron más de 2000 obras, la mayor parte de ciencias clásicas, como religión y teología, aunque también destacaron las obras de derecho y de política. 

### Publicaciones
- Obras de estudio
- Gramáticas de francés, hebreo, árabe, castellano, persa y griego.
- Obras en francés: teatro de Paul Scarron, Corneille y Molière.
- Obras de teatro castellano traducidas al holandés de Lope de Vega y Ruiz de Alarcón.
- Colección de clásicos latinos de Horacio y Ovidio.
- Colección de "Las Repúblicas": de 35 volúmenes, trataban de países de la época y de la antigüedad.
- Obras contemporáneas: Thomas Hobbes, Pascal, Descartes y John Milton.

## Críticas
Disfrutaron de un enorme éxito y de una gran difusión, sin embargo, recibieron críticas por tener un comportamiento poco ético:
- Cambiaron portadas a los libros que no se vendían por la de libros diferentes, para, de este modo, venderlos como novedades.
- Falsificaron pies de imprenta modificando el nombre de Leyden por el de Lyon y evitando el nombre de editor, para así burlar la censura.
- Publicaron obras sin tener los derechos de autor.

## Cifras elzevirianas

Hoefler Text, familia tipográfica diseñada en 1991 por la fundición Hoefler que usa cifras elzevirianas.

Llamadas así por pertenecer a la época de los Elzevir, las cifras o figuras antiguas ha experimentado un resurgir en la actualidad, siendo preferidas por algunas fundiciones digitales por su gran legibilidad y su capacidad de formar tablas sin exigir excesivas líneas o filetes. Se pueden describir de algún modo como cifras en minúsculas o de texto, mientras que las que utilizamos corrientemente hoy, alineadas por arriba y apoyadas en la línea base, vendrían a imitar a las mayúsculas. Una familia o fuente corriente que utiliza cifras elzevirianas es la Georgia; la conocida fundición californiana Emigre usa sistemáticamente figuras elzevirianas, aunque en su familia Filosofía el número "3" está sobre la línea base, al revés que las cifras originales. También la neoyorquina Hoefler & Frere Jones prefiere estas cifras.
En España, las letras de imprenta de la época de Joaquín Ibarra (segunda mitad del siglo XVIII d. C.) aún lucían cifras antiguas, apareciendo las cifras modernas en los catálogos de la Imprenta Real muy a fines del siglo XVIII d. C., cuando se importó un juego de matrices de Giambattista Bodoni.